# Збагачення вугілля
Процеси збагачення вугілля — технологічні процеси, що полягають у розділенні гірничої маси на основі відмінностей у властивостях її складових (густини, змочуваності, крупності, твердості та ін.).
Послідовні прийоми механічної обробки гірничої маси, здійснювані з метою зміни її якості або розділення на продукти різної якості, називаються технологічними операціями.

## Вступ
Вугілля є одним із найважливіших видів паливно-енергетичної сировини. Частка вугілля у світовому енергетичному балансі складає близько 25 %. Запаси вугілля, які економічно доцільно розробляти, досить великі (вони в багато разів перевищують запаси нафти і газу), і в майбутньому вугілля може відіграти головну роль у вирішенні проблеми задоволення зростаючої потреби в енергії.
Вугілля використовують для багатьох цілей, зокрема для виробництва металургійного коксу, хімічних продуктів, електроенергії, електродної продукції, карбіду, при агломерації залізних руд і для інших технічних і технологічних потреб. Основні споживачі вугілля — теплові електростанції (42 %), чорна металургія (20 %), котельні й комунально-побутове господарство (16 %) та інші (заводи напівкоксування, установки з виробництва електродних наповнювачів, адсорбентів, термографіту, сульфовугілля та ін.).
Зольність вугілля для коксування не повинна перевищувати 8–10 %. Збільшення зольності коксу на 1 % спричиняє його перевитрати на виплавку чавуну в доменній печі на 2,5 % і зниження продуктивності печі на 4 %. В енергетичному вугіллі підвищена зольність призводить до зниження теплоти згоряння. Вугілля, яке використовують для виробництва синтетичного бензину, повинно мати зольність не більше 5–6 % при вологості 2 %; для виготовлення електродів необхідне вугілля із зольністю не більше 2–3 %. Підвищення зольності вугілля на 1 % знижує його ціну на 2,5 %.
Для задоволення потреб економіки Україна щорічно використовує близько 100 млн т вугілля, з яких майже 80 млн т видобувається вітчизняними підприємствами Донецького, Дніпровського і Львівсько-Волинського вугільних басейнів.
Зі зростанням видобутку безперервно збільшується абсолютна маса вугілля, що направляється на збагачення, сортування і брикетування. Ріст обсягу збагачуваного вугілля обумовлюється вимогами підвищення їхньої якості, що визначає економічну ефективність використання вугілля. Крім того, внаслідок погіршення гірничо-геологічних умов видобутку вугілля, широкої механізації виробництва та інших причин його якісна характеристика за зольністю, гранулометричним складом, вологістю і вмістом сірки погіршується.
Вуглезбагачення — крупна підгалузь вугільної промисловості. Сучасні вуглезбагачувальні фабрики — потужні повністю механізовані підприємства з частковою або повною автоматизацією окремих технологічних процесів і операцій, оснащені передовою технологією і високопродуктивним обладнанням. Основний напрямок технічного прогресу в вуглезбагаченні, який забезпечує підвищення технологічних і техніко-економічних показників, — це концентрація виробництва в результаті будівництва нових великих фабрик, реконструкції і технічного переобладнання чинних підприємств на основі передової технології і нової техніки.
На вуглезбагачувальних фабриках застосовуються високоефективні методи збагачення: важкосередовищна сепарація, відсадка і флотація. У великих масштабах освоєна технологія збагачення у важкосередовищних гідроциклонах. Постійно зростає роль флотації вугілля, яка дозволяє вирішити дві важливі задачі — припинення випуску енергетичного шламу на фабриках, що переробляють коксівне вугілля, і переведення фабрик на раціональні схеми обробки шламових вод з повністю замкненим водно-шламовим циклом. Усе частіше застосовується технологія збагачення енергетичного вугілля дрібних класів.
Збагачення вугілля в останні роки спрямовано на вирішення задач комплексного використання їхньої органічної і мінеральної складових. Особливого значення набуває розширення галузі застосування вугілля для виробництва газів, рідких палив та інших технологічних потреб, зокрема для виготовлення електродів і вуглецевих блоків, які застосовуються як відновники при електротермічних процесах виробництва кольорових металів, агломерації залізних руд та ін. Визначаються технічні можливості широкого використання мінеральної складової вугілля в глиноземному виробництві й виробництві будівельних матеріалів.
Велика роль приділяється розробці й освоєнню високопродуктивного обладнання, без якого неможливо створити потужні й ефективні збагачувальні фабрики. Окремі види вітчизняного обладнання не мають аналогів за кордоном, наприклад, крутопохилі сепаратори типу КНС для збагачення розубоженої гірничої маси, апарат для кондиціонування флотаційної пульпи АКП-1600, відсаджувально-фільтрувальна центрифуга НОГШ-1320Ф, трипродуктові гідроциклони.
Темпи розвитку збагачення вугілля повинні випереджати темпи збільшення його видобутку, що обумовлює необхідність подальшого удосконалення техніки і технології збагачення вугілля, особливо в галузі комплексного і раціонального використання органічної та мінеральної складової вугілля.
Збагачення вугілля реалізується головним чином гравітаційними методами та флотацією. При цьому для збагачення вугілля використовуються майже всі гравітаційні процеси.

## Продукти збагачення вугілля
Продукт, що надходить в операцію, зветься вихідним або живленням операції. У процесі переробки гірничої маси одержують наступні продукти: концентрат — продукт із найбільшим вмістом горючої маси і найменшим породних компонентів; промпродукт — проміжний продукт, що за вмістом горючої маси не є кондиційним концентратом чи відвальними відходами і потребує подальшої переробки; промпродукт — це суміш зростків вугільних і породних компонентів та суміші їхніх розкритих зерен (мікст); відходи — продукт із найбільшим вмістом породних мінералів і найменшим органічної маси.

## Процеси збагачення
За технологічним призначенням процеси переробки вугілля на збагачувальних фабриках підрозділяються на:
- — підготовчі процеси, призначені для розкриття компонентів гірничої маси, розділення її на машинні класи, попереднього знешламлення тощо. До підготовчих операцій в схемах переробки вугілля відносять операції дроблення і грохочення.
  - Дроблення — процес руйнування грудок під дією зовнішніх сил для отримання продукту заданої крупності. Дроблення застосовується для підготовки вугілля перед збагаченням (розкриття зростків, зниження крупності), а також при приготуванні шихти для коксування і брикетування.
  - Грохочення — процес механічного розділення вугілля за крупністю на просіюючих поверхнях. На вуглезбагачувальних фабриках застосовують грохочення: попереднє (відділення крупних грудок для наступного дроблення), підготовче (розділення вугілля на машинні класи), остаточне (розділення концентрату на товарні сорти), зневоднююче (відділення основної маси води з продуктів збагачення, відділення суспензії, знешламлення);
- — основні, або збагачувальні процеси, призначені для власне розділення вихідного продукту на концентрат, відходи та промпродукт, для чого використовують відмінності в фізичних і фізико-хімічних властивостях частинок вугілля і породи.
  - Гравітаційні процеси збагачення вугілля на сьогодні одержали найбільше розповсюдження. Вони основані на використанні різниці у густині, крупності і формі вугільних і породних частинок і отже різної швидкості їх руху у середовищі (воді, повітрі. суспензії). На вуглезбагачувальних фабриках застосовують такі гравітаційні процеси: збагачення у важких суспензіях, відсадку, гвинтову і протитечійну сепарацію. Гравітаційні процеси використовують для збагачення вугілля в широкому діапазоні крупності від 0,2 мм (гвинтові сепаратори, важко-середовищні гідроциклони), до 200—300 мм (важкосередовищні сепаратори).
  - Флотація основана на використанні різниці в фізико-хімічних властивостях частинок вугілля і породи (частинки вугілля — гідрофобні, частинки породи — гідрофільні). Флотація використовується для збагачення тонких і дрібнодисперсних класів вугілля крупністю до 0,5 мм; — допоміжні, або заключні процеси, застосовувані для згущення, зневоднення, знешламлювання, знепилювання і регенерації оборотних вод.

- Зневоднення продуктів мокрого збагачення вугілля здійснюють різними способами залежно від крупності матеріалу. Продукти крупністю більше 13 мм зневоднюються на грохотах, елеваторах з перфорованими ковшами, а також у дренажних бункерах. Для зневоднення дрібних класів крім названих способів застосовують центрифугування, а в зимовий період і термічну сушку. Найбільші труднощі складає зневоднення продуктів флотації і шламів, для зневоднення яких застосовують згущення, фільтрування і термічну сушку. При згущенні і фільтруванні відбувається також процес регенерації оборотних вод.
- Знепилення — процес відділення з вугілля частинок пилу розміром менше 0,5 мм. Знепилення здійснюється двома способами: мокрим — на грохотах і у гідроциклонах (знешламлення) і сухим — на грохотах і в повітряних класифікаторах різних конструкцій.

## Глибина збагачення вугілля
Глибина збагачення вибирається у такий спосіб:
- — коксівне вугілля з високими виходом і зольністю класу –0,5 мм переробляють за схемами із глибиною збагачення 0 мм;
- — коксівне вугілля з низькими виходом і зольністю класу –0,5 мм переробляють за схемами із глибиною збагачення 0,5 мм, а клас –0,5 мм додається до концентрату в незбагаченому вигляді;
- — глибина збагачення енергетичного вугілля становить 6, 13, іноді 25 мм. У цьому випадку глибина збагачення залежить від відстаней, на які перевозять вугілля, і від потужності котельних установок. На великих котельних установках, обладнаних пиловугільними топками, можливе спалювання високозольного вугілля при високих к.к.д. Тому вугілля, призначене для спалювання у великих котельнях, при невеликих відстанях перевезення звичайно не збагачується;
- — енергетичне вугілля гідровидобутку переробляють за схемами із глибиною збагачення 0,5 мм, іноді 0 мм.

За нормами технологічного проектування рекомендується в проектах збагачувальних фабрик приймати глибину збагачення вугілля 0 мм, але при цьому питання про найвигіднішу глибину збагачення повинно вирішуватися на основі техніко-економічних розрахунків.

## Схеми збагачення вугілля
Схему збагачення вугілля вибирають залежно від його властивостей і призначення.
За глибиною збагачення можна виділити такі технологічні схеми:
- — збагачення тільки крупних класів розміром більше 25 (13) мм із роздільним або спільним відвантаженням продуктів збагачення і незбагачених відсівів;
- — збагачення крупних і середніх класів розміром більше 6 (3) мм зі спільним або роздільним відвантаженням продуктів збагачення і незбагачених відсівів;
- — збагачення зернистого вугілля крупністю більше 0,5 мм зі спільним відвантаженням продуктів збагачення і незбагачених шламів;
- — збагачення всіх класів крупності.

За якістю концентрату і асортиментом продуктів збагачення технологічні схеми розрізняють:
- — з випуском одного товарного продукту. Схема набула поширення при збагаченні енергетичного вугілля таких марок, з яких не виділяють сорти за класами крупності, наприклад, вугілля марки П;
- — з випуском одного товарного продукту і розділенням його на сорти за класами крупності. Схема застосовується при збагаченні антрацитів і енергетичного вугілля, з якого виділення сортів за класами крупності є доцільним, наприклад, при збагаченні вугілля марок Г і Д;
- — з випуском двох товарних продуктів (концентрату і промпродукту). Схема використовується при збагаченні вугілля для коксування та інших технологічних цілей. Застосовується у випадку, якщо до якості концентрату висуваються підвищені вимоги, що визначає збагачення усього рядового вугілля (крупного, дрібного, шламів). Одним з різновидів цієї схеми може бути випуск концентратів двох сортів — зі зниженою зольністю для технологічних потреб і з підвищеною зольністю для енергетичних цілей;
- — з випуском двох товарних продуктів і поділом одного з них на сорти за класами крупності. Схема набула поширення при збагаченні газового вугілля для коксування, якщо доцільним є виділення крупного класу для комунально-побутових або спеціальних потреб, а також при глибокому збагаченні антрациту з випуском концентрату для технологічних цілей, що зв'язано з виділенням промпродукту.

### Особливості збагачення вугілля у сучасних умовах
У сучасних умовах видобування, які характеризуються підвищеним вмістом породних домішок у вугіллі, особливо у крупних класах, поширення набули схеми із застосуванням ефективних процесів збагачення: важкосередовищної сепарації, відсадки, флотації, гвинтової сепарації.
Схеми збагачення вугілля і процеси, що їх реалізують, вибираються у залежності від багатьох факторів, основними з яких є: призначення вугілля, його мінералогічний, гранулометричний і фракційний склад, вологість, вміст в зольність крупних і дрібних класів, глибина збагачення.
Збагачення вугілля крупністю більше 0,5 мм здійснюється гравітаційними процесами, крупністю менше 0,5 мм — флотацією. Але технологічні схеми вуглезбагачувальних фабрик значно відрізняються, що у першу чергу обумовлюється характеристикою збагачуваного вугілля і вимогами до якості і асортименту товарних продуктів збагачення.
Сучасні умови видобутку характеризуються підвищеним вмістом породних домішок у видобутому вугіллі, особливо в крупних класах. Тому основною метою збагачення вугілля є видалення мінеральних домішок (породи), що потрапили при видобутку з покрівлі і ґрунту пласта, а також у вигляді прошарків. Крім того, збільшення вмісту дрібних і тонких класів в рядовому вугіллі спричинило значне утворення шламових продуктів, у тому числі крупнозернистих шламів крупністю 0,5–3 мм. Це обумовило необхідність знешламлення вугілля перед гравітаційними процесами збагачення і класифікації шламів перед флотацією. Зміна якості рядового вугілля, необхідність скорочення втрат з відходами, підвищення вимог до охорони навколишнього середовища, асортименту і якості товарних продуктів збагачення, а також збільшення потужності фабрик і прагнення до однопоточності визначили напрямки розвитку технологічних схем, апаратурного оснащення вуглезбагачувальних фабрик і застосування збагачувального і допоміжного обладнання високої ефективності і великої продуктивності. Один з таких напрямків — усунення суттєвого розходження в технологічних схемах збагачення коксівного і енергетичного вугілля по відношенню до глибини збагачення. При цьому зберігається відмінність у схемах, яка визначається режимами розділення і полягає у тому, що при збагаченні коксівне вугілля розділяється на три продукти (концентрат, промпродукт, відходи), а енергетичне — на два (концентрат, відходи).

### Комплекс підготовки вугілля до збагачення
Комплекс підготовки вугілля до збагачення (підготовча класифікація) включає обладнання для розділення на машинні класи і знешламлення дрібного машинного класу. Слід передбачати :
– при глибині збагачення 25 мм і вологості менше 7 % — суху класифікацію ;
– при глибині збагачення 25 мм і вологості більше 7 %, а також при глибині збагачення 13 мм незалежно від вологості, як правило, суху класифікацію з подальшим знешламленням крупного машинного класу (при вологості рядового вугілля більше 12 % для кам'яного вугілля і антрацитів і вмісті глинистих частинок в породі більше 50 % суху класифікацію передбачати не слід);
– при глибині збагачення 6 мм і вологості менше 7 % — суху класифікацію з подальшим знешламленням крупного класу;
– при глибині збагачення 6, 0,5 і 0 мм і вологості більше 7 %, а також при вмісті глинистих частинок в породі більше 50 % — мокру класифікацію з подальшим знешламленням надрешітного продукту;
– при збагаченні дрібного машинного класу для знешламлення перед відсаджувальними машинами — установку конусних грохотів (для вугілля з породами, що не розмокають, і вмістом фракцій густиною менше 1300 кг/м3 до 10 % допускається застосування багер-класифікаторів);
– при збагаченні дрібного машинного класу для знешламлення перед важкосередовищними гідроциклонами — установку конусних грохотів або багер-класифікаторів (перша стадія) і вібраційних грохотів (друга стадія).

### Збагачення коксівного вугілля

Рис. 1. Типова схема збагачення коксівного вугілля.
1 — вагоноперекидач; 2 — грохот циліндричний; 3 — дробарка двохвалкова зубчаста;
4 — конвеєри стрічкові; 5 — бункери дозувально-акумулюючі; 6 — грохоти вібраційні;
7 — сепаратори важкосередовищні; 8 — бак кондиційної суспензії меншої густини (КС1);
9 – бак кондиційної суспензії більшої густини (КС2); 10 – бак некондиційної суспензії (НС); 11 – дробарка молоткова; 12 – сепаратор електромагнітний; 13 – грохот конусний; 14 – машина відсаджувальна; 15 – класифікатор елеваторний; 16 – центрифуга вібраційна; 17 – зумпф шламовий; 18 – гідроциклон класифікаційний; 19 – насоси;
20 — сепаратор гвинтовий; 21 апарат кондиціонування пульпи; 22 — машина флотаційна; 23 — вакуум-фільтр дисковий; 24 — згущувач циліндроконічний; 25 — фільтр-прес;
26 — сушарка барабанна; 27 — відвантажувальні бункери.

Типова схема збагачення коксівного вугілля наведена на рис. 1.
Рядове вугілля, що надходить на збагачувальну фабрику, у відділенні вуглеприйому піддається сухому попередньому грохоченню (грохоти ГЦЛ) і дробленню (дробарки ДДЗ). Підготовлене за крупністю рядове вугілля надходить у головний корпус збагачувальної фабрики, де його розділяють на машинні класи (грохоти ГІСЛ), знешламлюють (грохоти ГК) і направляють на збагачення.
В умовах збагачення вугілля з підвищеним вмістом породних домішок воно здійснюється із застосуванням у схемах ефективних процесів: важкосередовищної сепарації, відсадки, флотації, гвинтової сепарації.
Важкосередовищна сепарація використовується для збагачення крупних класів вугілля і антрацитів дуже важкої, важкої і середньої збагачуваності, усіх категорій збагачуваності при вмісті класу +13 мм у гірничій масі понад 20 %, а також для вугілля легкої збагачуваності при вмісті породних фракцій понад 30 %.
Технологічні схеми збагачення крупних машинних класів у магнетитовій суспензії розділяють за числом стадій збагачення, числом кінцевих продуктів і призначенням.
Підготовка крупного машинного класу до важкосередовищного збагачення в сепараторах типу СКВ, у першу чергу полягає у ефективному його знешламлюванні. Свіжа суспензія перед надходженням у сепаратор розділяється на транспортний і висхідний потоки. Густина розділення залежно від характеристики збагачуваного вугілля і вимог до якості концентрату приймається від 1650 до 2050 кг/м3.
Відділення суспензії і відмивка обважнювача (магнетиту) здійснюється на вібраційних грохотах типу ГІСЛ. При цьому відмивання обважнювача здійснюється за допомогою двох рядів бризкал, на перший з яких подається злив сепараторів (типу ЕБМ) системи регенерації, а на другий — технічна вода. Схема збагачення у дві стадії з виділенням трьох кінцевих продуктів (концентрату, промпродукту і відходів) застосовується для коксівного вугілля середньої і важкої збагачуваності.
Основний і найбільш економічний варіант — виділення в першій стадії сепарації концентрату; виділення в першій стадії відходів застосовується при їхньому високому виході (більш 50 %) і наявності порід, що розмокають в рідині. Робоча суспензія високої і низької густини подається у відповідні сепаратори для створення транспортного і висхідного потоків.
Збагачення у важкосередовищних гідроциклонах застосовується при переробці дрібних класів коксівного вугілля і антрацитів дуже важкої і важкої збагачуваності, а при підвищених вимогах до якості концентрату — середньої збагачуваності. Важкосередовищні гідроциклони можуть використовуватися також для перезбагачення промпродукту і грубозернистого шламу.
Технологічні схеми важкосередовищних гідроциклонних комплексів для збагачення дрібного вугілля так само, як і схеми збагачення крупних класів, відрізняються за числом стадій розділення, числом продуктів збагачення і своєму призначенню. Технологічні схеми збагачення в гідроциклонах типу ГТ складніші від схем збагачення в сепараторах, тому що вимагають створення тиску на вході в апарат, більших в 3–4 рази витрат суспензії і складнішої системи регенерації суспензії в зв'язку зі значним шламоутворенням у гідроциклоні.
До якості машинного класу, що надходить на збагачення в гідроциклони, висуваються підвищені вимоги, і насамперед щодо вмісту шламів. Щодо крупного класу знешламлення здійснюється за класом 13 (25) мм, дрібного звичайно — за класом 0,5 мм.
Схема збагачення за одну стадію в двопродуктовому важкосередовищному гідроциклоні з одержанням двох кінцевих продуктів (концентрату і відходів) призначена для збагачення дрібного енергетичного вугілля і антрацитів крупністю 0,5–13 (25) мм.
Схема збагачення за одну стадію в трипродуктовому каскадному гідроциклоні з одержанням трьох кінцевих продуктів (концентрату, промпродукту, відходів) і одержанням у першій секції апарата концентрату, у другій промпродукту і відходів, призначена для збагачення дрібного коксівного вугілля крупністю 0,5–13 (25) мм, перезбагачення промпродукту відсадки дрібного машинного класу 0,5–13 мм, а також для збагачення коксівного вугілля одного машинного класу 0,5–40 мм (при порівняно невеликому виході класу + 40 мм).
Відсадка застосовується для збагачення дрібних класів вугілля й антрацитів легкої і середньої збагачуваності. Допускається застосування відсадки для збагачення дрібних класів вугілля й антрацитів важкої збагачуваності, а також для збагачення крупних класів вугілля легкої збагачуваності при вмісті породних фракцій менше 30 %. Для вугілля, що видобувається гідроспособом, а також вугілля легкої збагачуваності з вмістом класу +13 мм менше 20 % варто застосовувати ширококласифіковану відсадку.
Залежно від характеристики вихідного вугілля, вимог до якості кінцевих продуктів і техніко-економічних міркувань можуть бути застосовані різні схеми з використанням відсадки.
При роздільному збагаченні крупних і дрібних класів вугілля відсадкою воно розділяється на грохотах і направляється у відсаджувальні машини типу МО, у яких розділяється на три продукти (концентрат, промпродукт і відходи). Промпродукт, одержуваний у результаті збагачення крупного класу, дробиться до 13 мм і направляється на збагачення разом із дрібним машинним класом.
При збагаченні коксівного вугілля у некласифікованому вигляді його розділення на класи відбувається тільки в подальших стадіях. Концентрат і промпродукт після відсадження піддаються грохоченню за розміром 13 або 25 мм із метою виділення дрібних класів перед їх зневоднюванням у фільтрувальних центрифугах типу ФВВ, ФВШ або ФВІ.
На фабриках, які збагачують енергетичне вугілля і де виділення промпродукту не передбачається, відходи виділяються в обох секціях відсаджувальної машини. Іноді важкий продукт другої секції направляють у вигляді циркулюючого продукту в ту ж машину.
Крупний концентрат зневоднюється на грохотах, промпродукт і відходи — у елеваторах. Зневоднення дрібного концентрату здійснюється у дві стадії: у елеваторних класифікаторах і центрифугах (ФВВ, ФВШ, ФВІ), зневоднення промпродукту — у зневоднюючих елеваторах і центрифугах, зневоднення відходів — у елеваторах.
Гвинтова сепарація застосовується для збагачення вугільних шламів і відсівів легкої і середньої збагачуваності крупністю 0,1–3 мм. Живлення гвинтових сепараторів (СВ) бажано знешламлювати. При вмісті в живленні понад 15–20 % глинисто-мулистого матеріалу попереднє знешламлювання обов'язкове. Концентрат гвинтових сепараторів послідовно зневоднюється на грохотах типу ГЛВК, центрифугах ФВВ і сушиться сумісно з флотаційним концентратом.
Залежно від зольності живлення гвинтова сепарація може застосовуватися як самостійно, так і в поєднанні з флотацією.
Флотація — це найефективніший метод збагачення вугільних шламів. Схеми флотації, що приймаються, визначаються маркою збагачуваного вугілля, його зольністю, вмістом тонких класів і проміжних фракцій, складом неорганічної частини і особливо наявністю глинистих порід, що піддаються розмоканню, вимогами щодо якості кінцевих продуктів і техніко-економічними показниками. Для флотації вугільних шламів застосовують машини типу МФУ.
При низькій зольності вихідних шламів (не більше 18—20 %) і легкій збагачуваності рекомендується проста, так звана пряма схема. При флотації шламів більш важкої збагачуваності і більшій їх зольності застосовують різні схеми з перечищенням концентрату. Найбільшого поширення набула схема з перечищенням концентрату останніх камер у машині основної флотації. Іноді при особливо високозольних шламах застосовують схеми з перечищенням усього концентрату основної флотації. Перечищення концентрату може здійснюватися або в окремій флотаційній машині, або в окремих камерах машини основної флотації. Перечищення в окремих машинах або камерах доцільніше, тому що для цієї операції потрібний режим, відмінний від режиму основної флотації.
Зневоднення флотаційного концентрату здійснюється фільтруванням у дискових вакуум-фільтрах типу ДУ і сушінням. Відходи флотації сумісно з відходами гвинтових сепараторів згущуються у циліндроконічних згущувачах типу С-10 і зневоднюються у фільтр-пресах типу ФПМ.
Застосування у технологічних схемах фільтр-пресів дозволяє здійснити на вуглезбагачувальних фабриках замкнений цикл по воді.
Збагачувальне обладнання великої одиничної продуктивності у поєднанні з високопродуктивними транспортними пристроями дозволяє застосовувати раціональні технологічні схеми, які забезпечують скорочення довжини трактів, числа одиниць обладнання, енергоємності і трудомісткості виробничих процесів на збагачувальних фабриках.

### Перспективні технологічні схеми

Рис. 2. Схема збагачення коксівного одного машинного класу 0,5 — 40 мм.
1 — вагоноперекидач; 2 — грохоти вібраційні; 3 — дробарка двохвалкова зубчаста;
4 — конвеєри стрічкові; 5 — бункери дозувально-акумулюючі; 6 — класифікатор елеваторний; 7 — бак розподільний ; 8 — змішувач; 9 — трипродуктовий важкосередовищний гідроциклон; 10 — бак кондиційної суспензії; 11 — бак некондиційної суспензії; 12 — сепаратори електромагнітні; 13 — насоси;
14 — розподільники; 15 — грохоти дугові; 16 — центрифуги вібраційні; 17 — зумпф шламовий; 18 — гідроциклон класифікаційний; 19 — сепаратор гвинтовий;
20 — апарат кондиціонування пульпи; 21 — машина флотаційна; 22 — вакуум-фільтр дисковий; 23 — згущувач циліндроконічний; 24 — фільтр-прес; 26 — сушарка барабанна; 26 — відвантажувальні бункери.

Перспективними технологічними схемами для реалізації цих напрямків є:
- — при збагаченні вугілля для коксування важкої збагачуваності — технологічні схеми зі збагаченням усього вугілля у циклонах з важким середовищем, гвинтовою сепарацією і флотацією шламів (рис. 2.);
- — при збагаченні вугілля легкої і середньої збагачуваності — технологічні схеми з розділенням крупних класів у важкосередовищних сепараторах на три продукти з відсадкою дрібних класів сумісно з дробленим крупним промпродуктом, гвинтовою сепарацією і флотацією шламів. У цих схемах повинен бути вузол обробки відходів збагачення шламів до товарної паливно-сировинної добавки при виробництві стінових матеріалів;
- — при збагаченні антрацитів і енергетичного вугілля — технологічні схеми з застосуванням важкосередовищних сепараторів для збагачення крупних класів, циклонів для збагачення дрібних класів антрацитів і двопродуктових відсаджувальних машин для збагачення дрібних класів кам'яного вугілля, гвинтової сепарації для збагачення крупнозернистих шламів і флотації — для тонкозернистих шламів. У цих схемах також повинен бути вузол обробки відходів збагачення шламів до товарної паливно-сировинної добавки при виробництві стінових матеріалів.